# Allantoparmelia
Allantoparmelia is een geslacht van korstmossen dat behoort tot de orde Lecanorales van de ascomyceten.

## Soorten
Volgens Index Fungorum telt het geslacht twee soorten (peildatum maart 2023):
| Soortnaam                  | Auteur(s)       | Publicatiejaar |
| -------------------------- | --------------- | -------------- |
| Allantoparmelia almquistii | (Vain.) Essl.   | 1978           |
| Allantoparmelia alpicola   | (Th. Fr.) Essl. | 1978           |